# Hendea maini
Hendea maini är en spindeldjursart som beskrevs av Forster 1968. Hendea maini ingår i släktet Hendea och familjen Triaenonychidae. Inga underarter finns listade i Catalogue of Life.